# Barbara Harris
Barbara Harris   (Evanston, 25 de juliol de 1935 - Scottsdale, 21 d'agost de 2018) fou una actriu estatunidenca.
Es va fer famosa com a actriu teatral a Broadway, posteriorment va passar al cinema. Fou guardonada amb un premi Tony i va rebre una nominació a l'Oscar a la millor actriu secundària i quatre nominacions al Premi Globus d'Or.

## Filmografia
Filmografia:
- Milers de pallassos (A Thousand Clowns) (1965) com la Dra. Sandra Markowitz
- Plaza Suite (1971) com a Muriel Tate
- Who Is Harry Kellerman and Why Is He Saying Those Terrible Things About Me? (1971) com a Allison Densmore (nominada a l'Oscar)
- Nashville (1971) com a Winifred
- Guerra entre homes i dones (The War Between Men and Women) (1972) com Theresa Alice Kozlenko
- Família barrejada (Mixed Company) (1974) com a Kathy Morrison
- Family Plot, la trama (Family Plot) (1976) com a Blanche Tyler
- Freaky Friday com a Ellen Andrews
- Movie Movie (1978)
- La seducció de Joe Tynam (The Seduction of Joe Tynan) (1979)
- Peggy Sue es va casar (Peggy Sue Got Married) (1986) com a Evelyn Kelcher
- Un parell de seductors (Dirty Rotten Scoundrels) (1988): Fanny Eubanks
- Un assassí una mica especial (Grosse Pointe Blank) (1997) com a Mary Blank

## Premis i nominacions

### Nominacions
- 1966: Globus d'Or a la millor actriu musical o còmica per Milers de pallassos
- 1972: Oscar a la millor actriu secundària per Who Is Harry Kellerman and Why Is He Saying Those Terrible Things About Me?
- 1976: Globus d'Or a la millor actriu secundària per Nashville
- 1977: Globus d'Or a la millor actriu musical o còmica per Freaky Friday
- 1977: Globus d'Or a la millor actriu musical o còmica per Family Plot, la trama